# 7309-es mellékút (Magyarország)
A 7309-es számú mellékút egy négy számjegyű mellékút Veszprém vármegye középső részén; nagyjából észak-déli irányt követve szeli át a Déli-Bakonyt Ajka és Pula térsége között.

## Nyomvonala
A 7308-as útból dél felé kiágazva indul, kevéssel annak ötödik kilométere előtt, Ajka központjától délre, Csingeri út néven. 800 méter után keresztez egy iparvágányt, ami Alsócsinger és Felsőcsinger városrészekbe vezet, és főleg az ottani szénbányák kiszolgálására épült. Ezután az út Bódé városrészbe ér, ott az 1+100-as kilométerszelvényénél egy körforgalmú keresztezése következik. Innentől nyugatabbi irányt vesz és a Timföldgyári utca nevet veszi fel, majd rövidesen délnek fordul és a 3+500-as kilométerszelvénye közelében már a Padragi utca nevet viseli.
A 4+550-es kilométerszelvényénél, Csékút településrészen beletorkollik, 2,8 kilométer megtétele után a 73 129-es út, amely a Kolontár–Devecser felé vezető 7339-es úttal biztosít a várost elkerülő, kényelmes összeköttetést. A 6. kilométernél az út már Padragkút településrészen halad, de még ekkor is Padragi utca néven. A 7+400-as kilométerszelvényénél kiágazik belőle a 7315-ös út nyugat-délnyugat felé, Halimbai utca néven, majd a 7+800-as kilométerszelvényénél elhagyja Padragkút legdélebbi házait is.
Még ezután is több mint három kilométeren át ajkai közigazgatási területen halad, csak a 11+100-as kilométerszelvénye közelében lép át Öcs területére. A falunak az északi szélét súrolja, a 14,5 kilométere közelében, a község főutcája Béke utca néven az alig 1100 méteres hosszú 73 119-es út, amely majdnem pontosan a 14. kilométernél ágazik ki a 7309-esből és a 15.-nél tér vissza oda. Ezen a szakaszon az út szinte egyenesen keleti irányban húzódik, így lép át a 15+800-as kilométerszelvényénél Pula területére is. Ennek első házait a 17+500-as kilométerszelvényénél éri el; itt Major utca néven húzódik és a 77-esbe torkollva ér véget, annak 22+200-as kilométerszelvényénél, deltacsomóponttal (a delta nyugati ága a 73 804-es számozást viseli).
Teljes hossza, az országos közutak térképes nyilvántartását szolgáló kira.gov.hu adatbázisa szerint 18,048 kilométer.

## Települések az út mentén
- Ajka
- Öcs
- Pula